# Mann gegen Mann
«Mann gegen Mann»(«Чоловік проти чоловіка») — сингл гурту «Rammstein» з п'ятого студійного альбому «Rosenrot».

## Список композицій

### «Mann gegen Mann»
1. «Mann gegen Mann» — 3:52
2. «Mann gegen Mann» (Popular Music Mix by Vince Clarke) — 4:06
3. «Mann gegen Mann» (Musensohn Remix by Sven Helbig) — 3:14
4. «Ich will» (Live (Video) at Festival de Nimes) — 4:07

## Дати основних релізів
- Австралія - лише цифровий
- Австрія - 3 березня 2006
- Бельгія - 3 березня 2006
- Чехія - 6 березня 2006
- Німеччина - 3 березня 2006
- Данія - 6 березня 2006
- Естонія - 6 березня 2006
- Фінляндія - 8 березня 2006
- Франція - 6 березня 2006
- Греція - лише цифровий
- Угорщина - 3 березня 2006
- Ісландія - 3 березня 2006
- Ірландія - 13 березня 2006
- Мексика - tba
- Нідерланди - 3 березня 2006
- Нова Зеландія - лише цифровий
- Норвегія - 6 березня 2006
- Польща - 6 березня 2006
- Португалія - 6 березня 2006
- Іспанія - 13 березня 2006
- Швеція - 6 березня 2006
- Швейцарія - 3 березня 2006
- Велика Британія - 3 березня 2006

## Позиції в чартах
- Німеччина: #20
- Велика Британія: #59
- США - чарт Hot Modern Rock: #32